# Église Saint-Cyriaque de Reutenbourg
L'église Saint-Cyriaque est un monument historique situé à Reutenbourg, dans le département français du Bas-Rhin.

## Localisation
Ce bâtiment est situé place de l'Église à Reutenbourg.

## Historique
L'édifice fait l'objet d'une inscription partielle (la tour) sur l'inventaire supplémentaire des monuments historiques, par arrêté du 25 avril 1935.

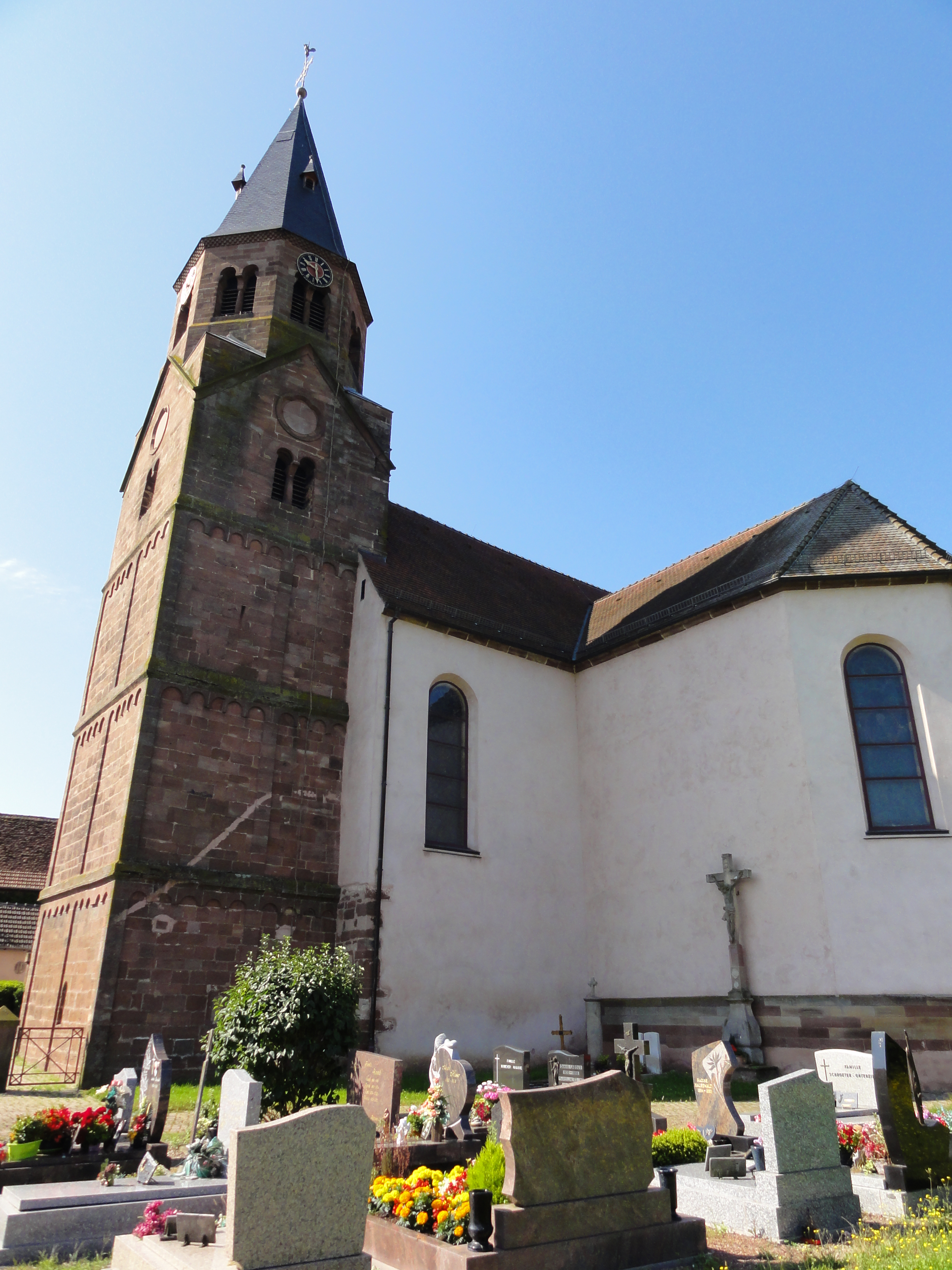
Église Saint-Cyriaque.
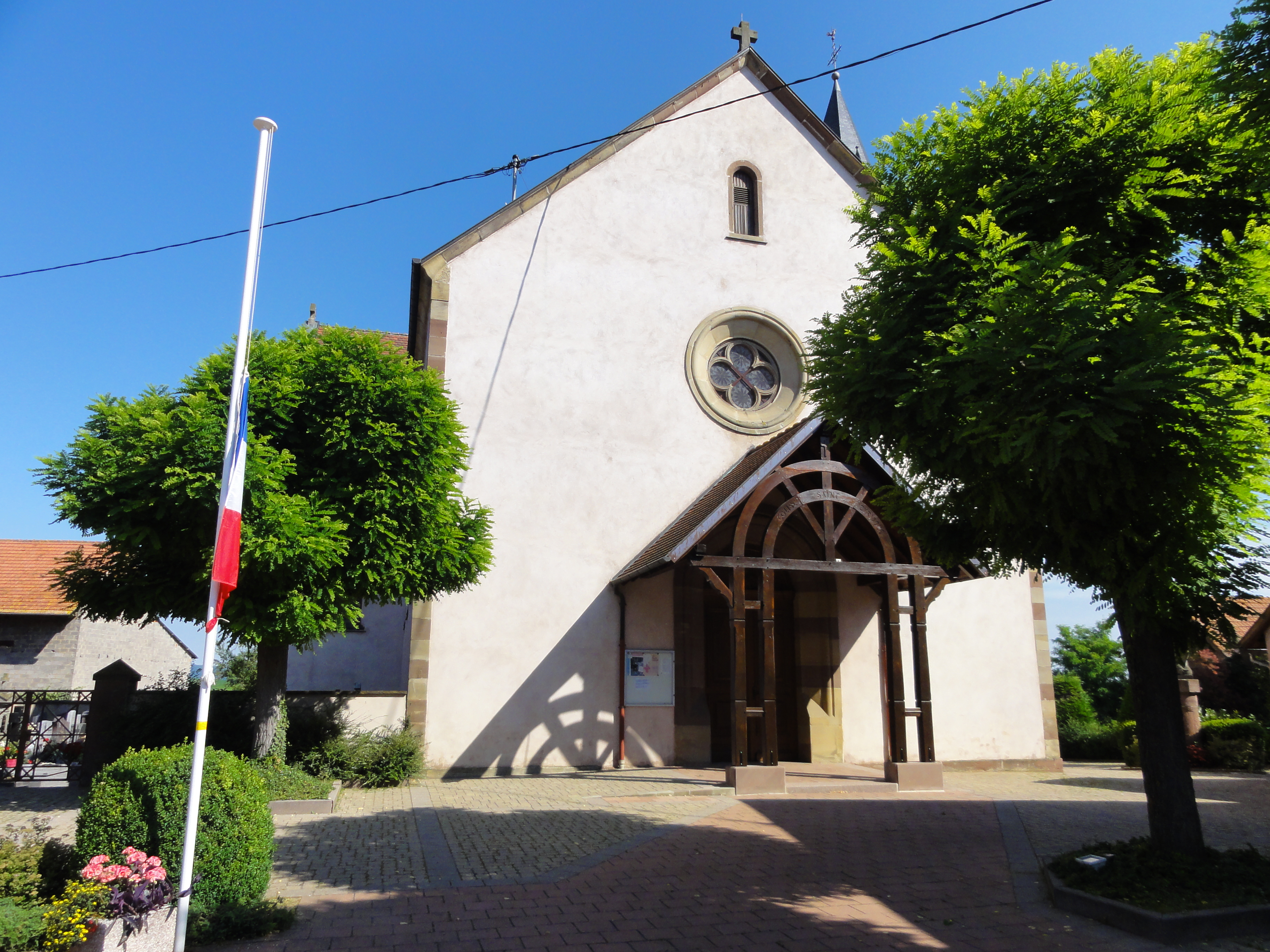
Église Saint-Cyriaque.
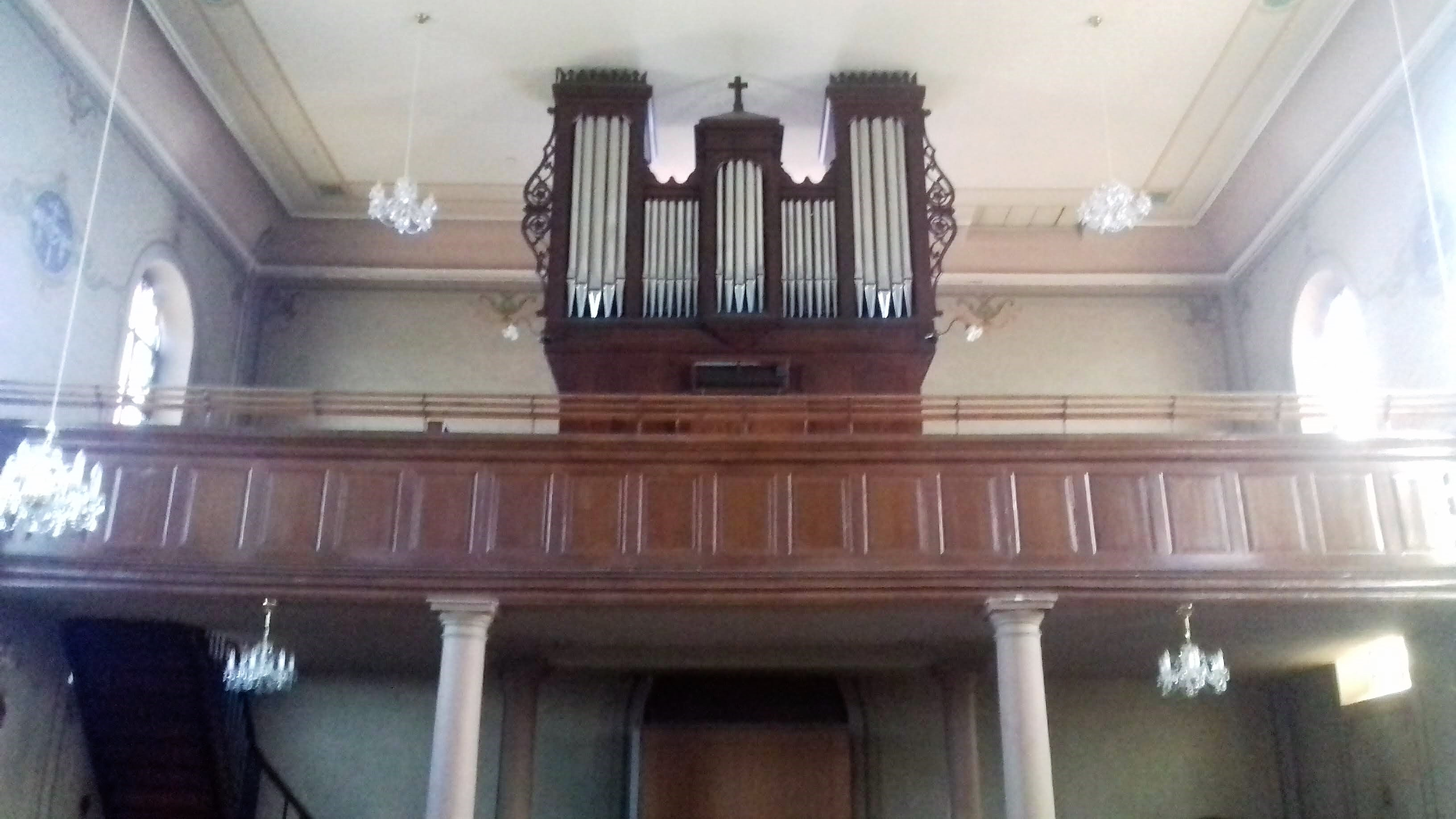
Intérieur de l'Église Saint-Cyriaque.
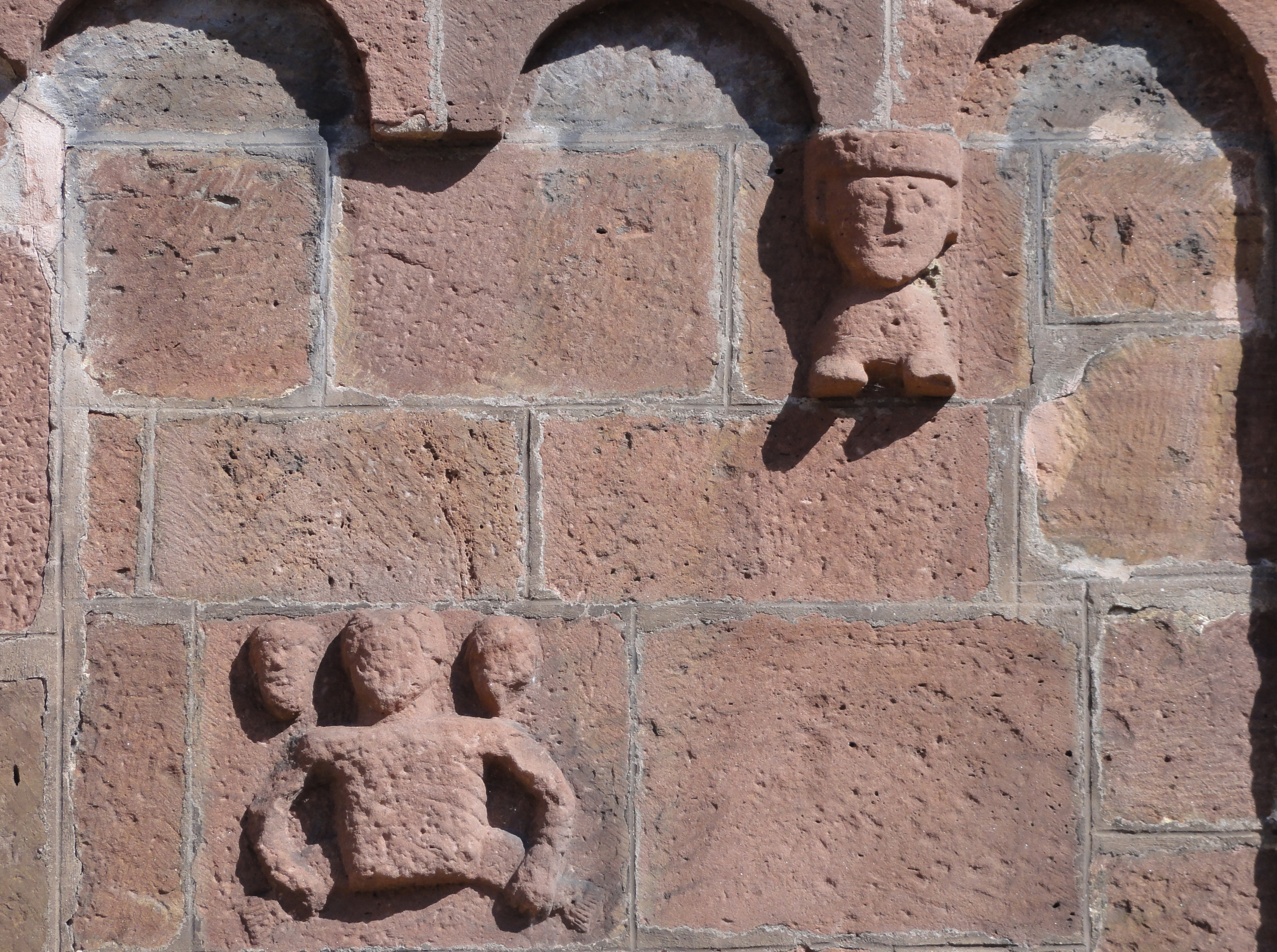
Reliefs romans (XIIe siècle).

## Architecture
L'église paroissiale a conservé un clocher de l'époque romane, situé à l'est du transept actuel, ce qui permet de penser qu'il s'agissait du chœur de l'église.
Elle comporte de nombreux décors et objets mobiliers :
- Maître autel[3].
- Ensemble de deux autels - retables secondaires[4].
- Groupe sculpté Education de la Vierge[5].
- Groupe sculpté Vierge de la Pitié[6].
- Statue Saint-Jean Népomucène[7].
- Ensemble de deux tableaux : Saint Sébastien et Saint Vendelin[8].
- Tableau : Martyre de saint Cyriaque[9].
- Chaire à prêcher[10].
- Chemin de croix[11].
- Christ en croix[12].
- Orgue Stiehr-Mockers, 1861[13],[14].